# Municipio de Metz (Míchigan)
El municipio de Metz (en inglés: Metz Township) es un municipio ubicado en el condado de Presque Isle en el estado estadounidense de Míchigan. En el año 2010 tenía una población de 302 habitantes y una densidad poblacional de 3,26 personas por km².

## Geografía
El municipio de Metz se encuentra ubicado en las coordenadas 45°14′58″N 83°49′50″O / 45.24944, -83.83056. Según la Oficina del Censo de los Estados Unidos, el municipio tiene una superficie total de 92.62 km², de la cual 92,15 km² corresponden a tierra firme y (0,51 %) 0,47 km² es agua.

## Demografía
Según el censo de 2010, había 302 personas residiendo en el municipio de Metz. La densidad de población era de 3,26 hab./km². De los 302 habitantes, el municipio de Metz estaba compuesto por el 99,01 % blancos, el 0,66 % eran amerindios, el 0,33 % eran asiáticos. Del total de la población el 1,32 % eran hispanos o latinos de cualquier raza.